# Rodrigo Badilla
Rodrigo Badilla Sequeira (San José, 22 giugno 1957) è un ex arbitro di calcio costaricano.

## Biografia
Sicuramente l'apice della carriera viene raggiunto in occasione del Campionato mondiale di calcio 1994: qui dirige tre partite: Nigeria-Bulgaria e Bolivia-Spagna durante il primo turno, e il quarto di finale Paesi Bassi-Brasile.
L'attività internazionale subisce un brusco stop nel 1998, quando Badilla era ancora in corsa per la convocazione al Campionato mondiale di calcio 1998 in Francia: la FIFA, infatti, lo sospende per non aver sufficientemente giustificato alle autorità competenti i 50.000 dollari ricevuti per "pilotare" la gara di qualificazione asiatica tra Giappone ed Emirati Arabi Uniti. Poi Badilla sarebbe stato comunque riabilitato.
Ha partecipato al torneo Confederations Cup nel 1992 (dove dirige la finale per il terzo e quarto posto tra Stati Uniti e Costa d'Avorio) e del 1995, sempre in Arabia Saudita, al Campionato mondiale di calcio Under-20 del 1993 in Australia, alla Copa América 1997, dirigendo la semifinale Brasile-Perù, e alla CONCACAF Gold Cup 1998.
Termina la carriera sui campi, per limiti d'età, nel 2002.